# Laflin
Laflin es un borough ubicado en el condado de Luzerne en el estado estadounidense de Pensilvania. En el año 2000 tenía una población de 1,502 habitantes y una densidad poblacional de 429 personas por km².

## Geografía
Laflin se encuentra ubicado en las coordenadas 41°17′25″N 75°47′34″O / 41.29028, -75.79278.

## Demografía
Según la Oficina del Censo en 2000 los ingresos medios por hogar en la localidad eran de $55,658 y los ingresos medios por familia eran $69,226. Los hombres tenían unos ingresos medios de $50,433 frente a los $29,375 para las mujeres. La renta per cápita para la localidad era de $29,581. Alrededor del 2.5% de la población estaba por debajo del umbral de pobreza.